# Khu bảo tồn thiên nhiên Bolon
Khu bảo tồn thiên nhiên Bolon (tiếng Nga: Болоньский заповедник) (còn được gọi là Bolon'sky) là khu bảo tồn nghiêm ngặt lâu đời nhất của Nga trong vùng Viễn Đông. Nó nằm trên vùng đất thấp giữa sông Amur, tiếp giáp với phía tây nam của hồ Bolon. Khu bảo tồn bao gồm các vùng đất ngập nước có tầm quan trọng quốc tế. Một số lượng lớn các loài chim mặt nước di trú sử dụng khu vực này để làm tổ và dừng chân trên các chuyến bay dài. Khu bảo tồn nằm giữa đường từ thành phố Khabarovsk và Komsomolsk-na-Amure, trong huyện Amursky của Khabarovsk. Khu bảo tồn được thành lập vào năm 1997 với diện tích 100.000 ha (390 dặm vuông Anh).

## Địa hình
Khu bảo tồn Bolon có diện tích 100.000 hecta nằm ở phía nam của hồ Bolon, một khu vực địa hình gồm những dòng suối uốn khúc của các cửa sông Selgon và sông Simmy đổ vào hồ. Khu bảo tồn bao gồm một phần phía nam phía nam bờ hồ. Sông Amur chảy từ phía tây nam đến đông bắc cách khu bảo tồn khoảng 50 kilômét. Vườn quốc gia Anyuysky nằm đối diện bên kia bờ sông Amur từ khu bảo tồn Bolon.

## Khí hậu và hệ sinh thái
Khu bảo tồn này nằm trong vùng sinh thái rừng hỗn giao và lá rộng Ussuri thuộc vùng sông Ussuri ở trung lưu sông Amur, trên sườn tây của dãy núi Sikhote-Alin. Vùng sinh thái Ussuri được đặc trưng bởi các loài cây lá rộng hỗn hợp như tần bì Mãn Châu và du Nhật Bản ở vùng đất thấp, rừng thông Hàn Quốc và lá rộng ở độ cao trung bình.
Khí hậu của Bolon là khí hậu lục địa ẩm, Khí hậu này có đặc điểm là biên độ nhiệt cao, cả theo ngày và theo mùa; với mùa đông khô và mùa hè mát mẻ.

## Động thực vật
Các đầm lầy chiếm 80% diện tích của khu bảo tồn. Hệ thực vật của khu bảo tồn này là thủy sinh và đất ngập nước. Trên các tầng bậc thấp hơn là cói sậy. Đồng cỏ là cỏ lau và cỏ lau sậy. Các nhà khoa học đã thống kê được 348 loài thực vật có mạch thuộc 92 họ có mặt trong khu bảo tồn.